# Erminio Quartiani
Erminio Angelo Quartiani (Melegnano, 12 aprile 1951) è un politico italiano.

## Biografia
Laureato in scienze politiche all'Università Statale di Milano, si avvicina alla politica con il Movimento Studentesco.
Successivamente è attivo nel Partito Comunista Italiano nella federazione di Milano, prima di confluire nel 1991 nel PDS e poi nei DS. 
Nel 2001 viene eletto alla Camera dei Deputati con i DS, confermando il proprio seggio anche alle elezioni del 2006 con L'Ulivo. Nel 2007 confluisce nel neonato Partito Democratico, con cui viene rieletto alla Camera alle elezioni politiche del 2008. Conclude il proprio mandato nel 2013.